# Нива (река, впадает в Сундозеро)
Нива — река в России, протекает по территории Петровского и Гирвасского сельских поселений Кондопожского района Республики Карелии. Длина реки — 6,2 км, площадь водосборного бассейна — 391 км².

## Общие сведения
Река берёт начало из Пялозера на высоте 59,9 м над уровнем моря и далее течёт преимущественно в восточном направлении.
Недалеко от истока Ниву пересекает дорога местного значения 86К-18 («Шуйская — Гирвас»)
Впадает на высоте выше 59,6 м над уровнем моря в Сундозеро, через которое протекает река Суна.
Южнее истока Нивы расположена деревня Пялозеро.
Код объекта в государственном водном реестре — 01040100212102000015314.

## Фотографии
|  |  |